# Hanriot HD.2
Hanriot HD.2 – francuski jednomiejscowy myśliwski wodnosamolot pływakowy w układzie dwupłatu z okresu I wojny światowej, zbudowany w 1917 roku w wytwórni Hanriot. Wywodzący się z wersji lądowej HD.2 został wyprodukowany w liczbie ponad 130 egzemplarzy i używany był w latach 1917–1928 przez lotnictwo morskie Marine nationale, a także w latach 1917–1922 przez lotnictwo United States Navy.

## Historia
W połowie 1917 roku wytwórnia Hanriot opracowała pływakową wersję myśliwca HD.1. Konstrukcję poddano niewielkim zmianom: prócz dodania dwóch głównych pływaków podobnych do zastosowanych w samolocie Sopwith Baby, podwyższono statecznik pionowy i powiększono cięciwę steru kierunku.
Zmodyfikowany HD.1 o oznaczeniu zmienionym na HD.2 został oblatany na Sekwanie latem 1917 roku, po czym już 12 września francuskie lotnictwo morskie złożyło zamówienie na 20 maszyn seryjnych. Do napędu egzemplarzy seryjnych w miejsce używanych w HD.1 silników Le Rhône 9 użyto cięższych, lecz mocniejszych silników Clerget 9B o mocy 96 kW (130 KM) – stąd HD.2 w dokumentach Marine nationale figurują jako Hanriot 130 ch Clerget. Było to pierwsze francuskie zamówienie wojskowe na samoloty konstrukcji Hanriota (myśliwiec HD.1 nie wszedł nigdy na wyposażenie Aéronautique Militaire i używany był przez lotnictwo belgijskie i włoskie). Kolejne zamówienia na HD.2 złożono 14 listopada 1917 roku (20 samolotów), 28 listopada (kolejne 20), 23 stycznia 1918 roku (prawdopodobnie 10 maszyn), 29 maja (30) i 23 października (30), co dało łącznie 130 wyprodukowanych egzemplarzy tego modelu i uczyniło francuskie lotnictwo morskie drugim co do wielkości użytkownikiem myśliwców Hanriot w czasie I wojny światowej. Samoloty otrzymały numery fabryczne 201–330. W toku produkcji na HD.2 instalowano dwa karabiny maszynowe Vickers w miejsce jednego; otrzymały też zaokrąglony statecznik pionowy i okrągły ster wystający poniżej kadłuba. W 1926 roku wyprodukowano jeszcze osiem sztuk HD.2 na podwoziu kołowym, wyposażonych w silnik gwiazdowy Salmson o mocy 130 KM.
Na początku 1918 roku samoloty Hanriot HD.2 zaoferowano włoskiemu lotnictwu morskiemu, jednak oferta nie została przyjęta z powodu wejścia do służby łodzi latających własnej produkcji Macchi M.5.

## Użycie

### Francja
Pierwsze samoloty Hanriot HD.2 trafiły na wyposażenie bazy lotnictwa morskiego w Dunkierce w październiku 1917 roku. Pierwszy lot bojowy wykonał 20 października por. mar. (fr. Enseigne de Vaisseau de 1ère Classe) Raymond Dauvin, dowódca jednostki. Służba myśliwców polegała głównie na eskortowaniu łodzi latających FBA i Donnet-Denhaut podczas ich patroli przeciw okrętom podwodnym. Rzadko odnoszono sukcesy, takie jak uszkodzenie U-Boota w dniu 18 marca 1918 roku przez dwie łodzie Donnet-Denhaut eskortowane przez trzy HD.2 o numerach D-32, D-34 i D-35; częściej ataki były nieudane (np. 3 lutego, 3 kwietnia i 24 czerwca). 4 maja nad wybrzeżem Belgii doszło do walki powietrznej między pięcioma Hanriotami HD.2 a sześcioma Albatrosami D.III z Marine Feldjagdstaffel Nr. I, zakończonej zestrzeleniem przez Niemców dwóch francuskich maszyn (D-30 i D-35) i śmiercią dwóch pilotów o nazwiskach Maítre i Salaün. Nierozstrzygnięte natomiast były walki z niemieckimi wodnosamolotami stoczone 8 czerwca, 10 czerwca i 16 września 1918 roku. Spore straty poniosła baza w Dunkierce w wyniku niemieckich nalotów: 19 stycznia 1918 roku zniszczonych zostało siedem HD.2, a 17 września trzy (o numerach fabrycznych 223, 225 i 241). Kilka HD.2 było używanych do szkolenia pilotów marynarki wojennej w bazach w Saint-Raphaël i Berre-l’Étang. Po powstaniu brytyjskiego lotnictwa pokładowego, zainspirowani jego rozwojem Francuzi w listopadzie 1918 roku sformowali eskadrę lotniczą wyposażoną w myśliwce HD.2 na podwoziu kołowym.
Napędzany silnikiem Le Rhône 9Jb o mocy 120 KM samolot HD.2 z podwoziem kołowym wziął też udział w testach startu z platformy zamontowanej na wieży artyleryjskiej pancernika. Najpierw na lotnisku zbudowano makietę platformy i wykonano około 20 lotów próbnych, a następnie w Arsenale w Tulonie zamontowano na wieży nr 2 pancernika „Paris” docelową platformę o długości 10 metrów. Pierwszego udanego startu z platformy dokonał 26 października 1918 roku por. mar. Guierre; w listopadzie kontynuowano testy w zatoce Korfu z udziałem por. mar. Paula Teste (podczas jednego z lotów samolot musiał przymusowo lądować, ale pilot przeżył). Planując umieszczenie platform na będących w budowie pancernikach typu Normandie, w 1920 roku loty kontynuowano na awizie „Bapaume”, wyposażonym w umieszczoną na dziobie 13-metrową platformę. Prowadzono także eksperymenty z HD.2 wyposażonymi w podwozie na płozach, podobne do tych montowanych w samolotach Sopwith 1½ Strutter przez Royal Naval Air Service w 1918 roku. Kilku pilotów na HD.2 ćwiczyło w Saint-Raphaël precyzyjne lądowanie i zaczepianie na krótkim betonowym pasie, nazywanym „korkiem od szampana”, wyposażonym w prymitywny przyrząd zatrzymujący składający się z drutów obciążonych workami z piaskiem. Dowódca eskadry, por. mar. Teste, zdołał uzyskać pozwolenie dowództwa na przeprowadzanie eksperymentów na zbudowanym specjalnie drewnianym pokładzie umieszczonym na nieukończonym pancerniku „Béarn”. 20 października 1920 roku Teste wystartował z Hyères i trzykrotnie z rzędu wylądował swoim HD.2 na zakotwiczonym w Tulonie „Béarnie”, a w następnych dniach Teste i inni piloci dokonali kolejnych lądowań na pancerniku na Hanriotach i Sopwithach; sukces ten ostatecznie przekonał Ministra Marynarki Wojennej do ukończenia „Béarna” jako lotniskowca.
Pozostałe HD.2 po instalacji podwozia kołowego służyły także w Escadrille C10 (do 1924 roku) i w szkole myśliwskiej (fr. Ecole de chasse). W oczekiwaniu na dostawę samolotów Morane-Saulnier MS.130, które dostarczono dopiero w 1928 roku, szkoła otrzymała w 1926 roku osiem nowych HD.2, które były ostatnimi wyprodukowanymi maszynami tego typu. Samoloty Hanriot HD.2 służyły w bazie Saint-Raphaël co najmniej do 1928 roku.

### Stany Zjednoczone

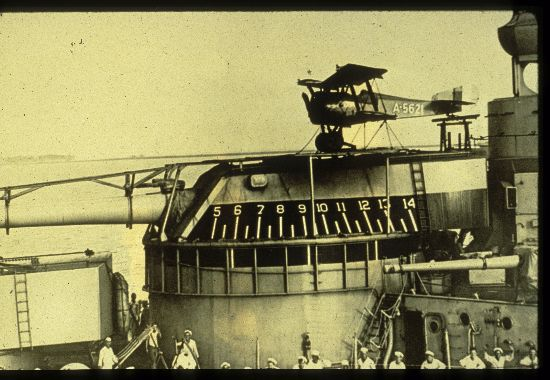
Hanriot HD.2C na platformie działowej pancernika USS „Texas”

Po przyłączeniu się Stanów Zjednoczonych do działań wojennych w 1917 roku do Europy skierowano m.in. kontyngent lotniczy United States Navy, który miał przejąć 26 samolotów Hanriot HD.2 (o numerach 211-220, 231-240, 244, 245, 249, 250, 252 i 258). W związku z tym w lipcu 1917 roku do baz w Saint-Raphaël i w Hourtin trafili na szkolenie piloci Marynarki Wojennej i Korpusu Piechoty Morskiej Stanów Zjednoczonych. Po odbyciu przeszkolenia Amerykanie zostali skierowani do bazy lotnictwa morskiego w Dunkierce, a w grudniu 1917 roku zaczęły tam docierać koleją pierwsze myśliwce HD.2. Dziesięć Hanriotów zmontowano do 13 stycznia 1918 roku, lecz z powodu problemów technicznych (m.in. brak karabinów maszynowych czy zbyt krótkie pływaki) i nalotów przeciwnika 20 kwietnia stacja miała w służbie jeden HD.2 w porównaniu z 12 niesprawnymi lub w remoncie (31 maja sprawnych było siedem maszyn).
Pierwszy z około 500 wykonanych do końca wojny lotów bojowych odbył się 5 maja 1918 roku. Rutynowo wykonywano dwa patrole przeciw okrętom podwodnym dziennie, każdy w składzie dwóch łodzi Donnet-Denhaut i trzech Hanriotów lecących około 500–1000 metrów nad nimi. Z osiągnięć należy odnotować uszkodzenie 13 sierpnia dużego okrętu podwodnego przez jedną łódź Donnet-Denhaut i dwa Hanrioty, jednak najczęściej nie dochodziło do kontaktu i piloci czasami atakowali dryfujące miny (17 maja) lub przeprowadzali ćwiczenia (13 sierpnia). Kilka samolotów zostało utraconych w wypadkach i zderzeniach z jednostkami pływającymi, a kilka innych z powodu zawodności silników. Z powodu nieskuteczności patroli przeciwpodwodnych część pilotów amerykańskich przeniosło się nad Morze Adriatyckie, latając tam na włoskich Macchi M.5, ale reszta pozostała w Dunkierce i odbywała loty na HD.2 jeszcze przez kilka miesięcy po zawieszeniu broni.
Po wojnie Amerykanie zabrali do USA 10 egzemplarzy HD.2, z których dziewięć zostało przebudowanych na samoloty lądowe oznaczone HD.2C w Naval Aircraft Factory w Filadelfii. Oznaczone numerami seryjnymi od A-5620 do A-5629, były używane razem z Sopwithami 1A2 i Nieuportami 28 w różnych eksperymentach lotniczych. Cztery służyły do 28 sierpnia 1919 roku w bazie Langley Field, dwa w San Diego (A-5623 i A-5629), a jeden w Anacostii (A-5625). Samoloty o numerach A-5620 i A-5626 testowano na tendrze wodnosamolotów USS „Aroostook”; A-5621 i A-5622 zostały zaokrętowane na pancerniku USS „Texas”, a A-5624 na USS „Mississippi”, z którego wykonywał starty z platformy. Ostatnim używanym w USA Hanriotem HD.2 był samolot o nr A-5623, skasowany w San Diego 2 sierpnia 1922 roku.

## Opis konstrukcji i dane techniczne

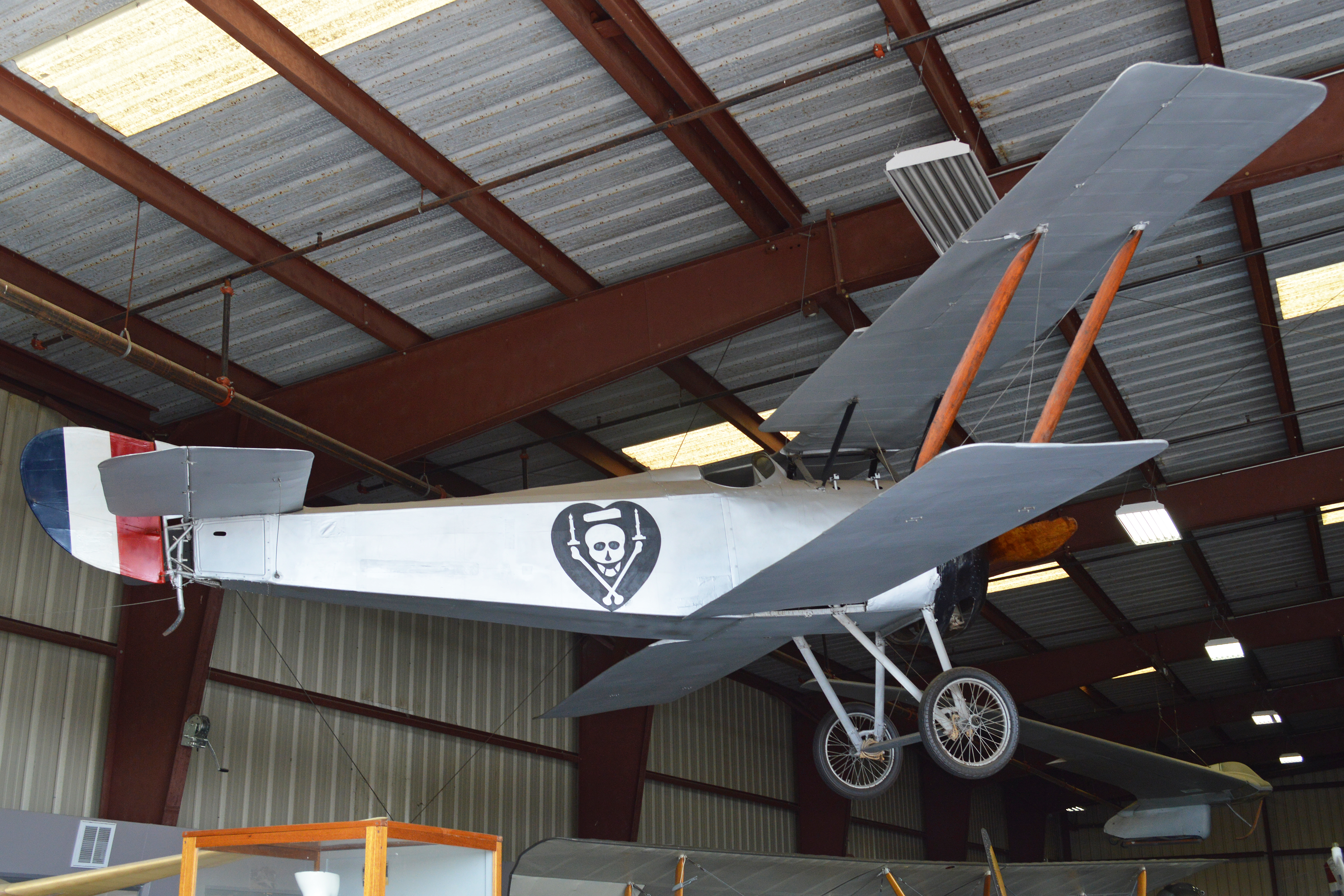
Hanriot HD.2C eksponowany w Planes of Fame Air Museum w Chino

Hanriot HD.2 był jednosilnikowym, jednomiejscowym myśliwskim wodnosamolotem pływakowym w układzie dwupłatu o konstrukcji drewnianej. Rozpiętość skrzydeł wynosiła 8,51 metra, a ich powierzchnia nośna 18,2 m². Długość samolotu wynosiła 7 metrów, a jego wysokość 3,1 metra (bez pływaków długość wynosiła 5,94 metra, a wysokość 2,59 metra). Masa własna wynosiła 495 kg, zaś masa całkowita (startowa) 723 kg. Podwozie składało się z dwóch pływaków głównych lub, w wersji lądowej – klasyczne, dwukołowe, stałe.
Napęd stanowił chłodzony powietrzem 9-cylindrowy silnik rotacyjny Clerget 9B o mocy 96 kW (130 KM), napędzający dwułopatowe śmigło ciągnące. Prędkość maksymalna wynosiła 182 km/h. Długotrwałość lotu wynosiła 3 godziny, a zasięg 300 km. Maszyna osiągała wysokość 2000 metrów w czasie 6 minut 30 sekund. Pułap praktyczny wynosił 4800 metrów.
Uzbrojenie składało się z dwóch zsynchronizowanych karabinów maszynowych Vickers kalibru 7,7 mm.